# Rymosia marionae
Rymosia marionae är en tvåvingeart som beskrevs av Shaw 1951. Rymosia marionae ingår i släktet Rymosia och familjen svampmyggor. Inga underarter finns listade i Catalogue of Life.